# Wojciech Szyda
Wojciech Szyda (ur. 1976 w Gnieźnie) – polski pisarz, autor fantastyki.
Ukończył prawo na poznańskim Uniwersytecie im. Adama Mickiewicza, obecnie jest radcą prawnym w Poznaniu. Dawniej członek Gnieźnieńskiego Klubu Fantastyki i redaktor fanzinu „Semtex”, następnie członek Klubu Fantastyki „Druga Era”, współorganizator pierwszych "Pyrkonów" oraz redaktor fanzinu „Inne Planety”. W 2012 r. został uhonorowany medalem „Za zasługi dla polskiej fantastyki”. Był trzykrotnie nominowany do Nagrody im. Janusza A. Zajdla w kategorii opowiadania, a jego powieść "Miasto dusz" uzyskała nominację do Nagrody Literackiej im. Jerzego Żuławskiego.

## Twórczość
Debiutem literackim Szydy było opowiadanie Psychonautka, opublikowane w listopadzie 1997 w miesięczniku „Nowa Fantastyka”. W swoich utworach Szyda często podejmuje tematykę religijną i metafizyczną. Wydał kilkanaście opowiadań m.in. w „Nowej Fantastyce”, „Feniksie”, „Science Fiction” i „Magazynie Fantastycznym”. Jego opowiadanie Szlak cudów (rękopis znaleziony w pociągu) (opublikowane po raz pierwszy w roku 2004 w antologii Wizje alternatywne 5) zostało nominowane do Nagrody im. Janusza A. Zajdla. Latem 2005 nakładem wydawnictwa SuperNowa ukazała się jego debiutancka powieść – Hotel "Wieczność", a w czerwcu 2008 nakładem wydawnictwa Zysk i S-ka jego druga powieść Miasto dusz. W 2012 roku nakładem Narodowego Centrum Kultury ukazała się jego trzecia powieść Fausteria (powieść antyhagiograficzna), w 2014 czwarta Sicco (powieść o świętokradztwie i szaleństwie). W 2017 opublikował zbiór opowiadań Przestrzeń poświęcenia. W 2021 roku ukazał się zbiór literackich apokryfów Szydy zatytułowany "Sajens fikcje", a w 2024 kolejny podobny zbiór pod tytułem "Olbrzymka z wyspy".

### Książki
- Hotel Wieczność, powieść (SuperNowa, sierpień 2005)
- Szlak cudów, zbiór opowiadań (Wydawnictwo Dolnośląskie, 2006)
- Miasto dusz, powieść (Zysk i S-ka, czerwiec 2008)
- Stroiciel ciszy, zbiór opowiadań (Zysk i S-ka, 2011)[1]
- Fausteria, powieść (tom 7 serii Zwrotnice czasu, Narodowe Centrum Kultury, 2012)
- Sicco (powieść o świętokradztwie i szaleństwie) (tom 14 serii Zwrotnice czasu, Narodowe Centrum Kultury, 2014)
- Przestrzeń poświęcenia, zbiór opowiadań (2017)
- Sajens fikcje, (zbiór opowiadań i miniatur (wydawnictwo Stalker Books, 2021)
- Olbrzymka z wyspy, (zbiór opowiadań i miniatur (wydawnictwo Stalker Books, 2024).